# Urusei Yatsura no Theme ~Lum no Love Song~ / Me
Singles de Misono
End=Start / Shūten ~Kimi no Ude no Naka~
(2009) Watashi iro / Bokura Style
(2009)
Urusei Yatsura no Theme ~Lum no Love Song~ / Me est le 14e single de Misono sorti sous le label Avex Trax le 23 septembre 2009 au Japon. Il atteint la 18e place du classement de l'Oricon, il reste classé pendant 2 semaines, pour un total de 4 824 exemplaires vendus. Il sort en format CD et CD+DVD.
Me se trouve sur l'album Me. Urusei Yatsura no Theme ~Lum no Love Song~ est une reprise de Yuko Matsutani.

## Liste des titres
Toutes les paroles sont écrites par Misono.
| 1. | Urusei Yatsura no Theme ~Lum no Love Song~ (うる星やつらのテーマ～ラムのラブソング～)                | Akira Ito, Izumi Kobayashi | 3:00 |
| 2. | Me (「ミィ」)                                                                                        | Misono                     | 4:06 |
| 3. | Urusei Yatsura no Theme ~Lum no Love Song~ (instrumental) (うる星やつらのテーマ～ラムのラブソング～) | Akira Ito, Izumi Kobayashi | 3:00 |
| 4. | Me (instrumental) (「ミィ」)                                                                         | Misono                     | 4:01 |

| 1. | Urusei Yatsura no Theme ~Lum no Love Song~ (うる星やつらのテーマ～ラムのラブソング～) |  |
| 2. | Misono to Utaō! Anime Medley I (Misonoと歌おう!アニメドレーI)                         |  |